# Cabo Diamant
Cabo Diamant (en francés: Cap Diamant; literalmente: Cabo Diamante) es el nombre oficial del cabo y el promontorio sobre el que se encuentra la ciudad de Quebec, formado por la confluencia de una curva en el río San Lorenzo, al sur y al este, y el mucho más pequeño Río Saint-Charles al norte.
Jacques Cartier, el explorador francés que encontró piedras brillantes en lo alto de un acantilado, pensaba que las piedras contenían diamantes. Después de que él trajese muestras de estas piedras de vuelta a Francia en 1542, los expertos concluyeron que estos "diamantes" en realidad eran de cuarzo, de ahí el proverbio "Faux comme un diamant du Canada" ("Tan falso como un diamante canadiense") .
El emplazamiento estratégico de este cabo fue utilizado como defensa de la ciudad desde el siglo XVI, cuando se construyó la Ciudadela de Quebec, que aun permanece en pie y es la residencia oficial del Gobernador General de Canadá. 
En 1759, las tropas del general británico James Wolfe subieron a Cap Diamant hacia las Llanuras de Abraham a conquistar Quebec.